# Istiophorus
Genre
Les voiliers (genre Istiophorus) forment un genre de poissons pélagiques, de la famille des Istiophoridae.

## Description et caractéristiques

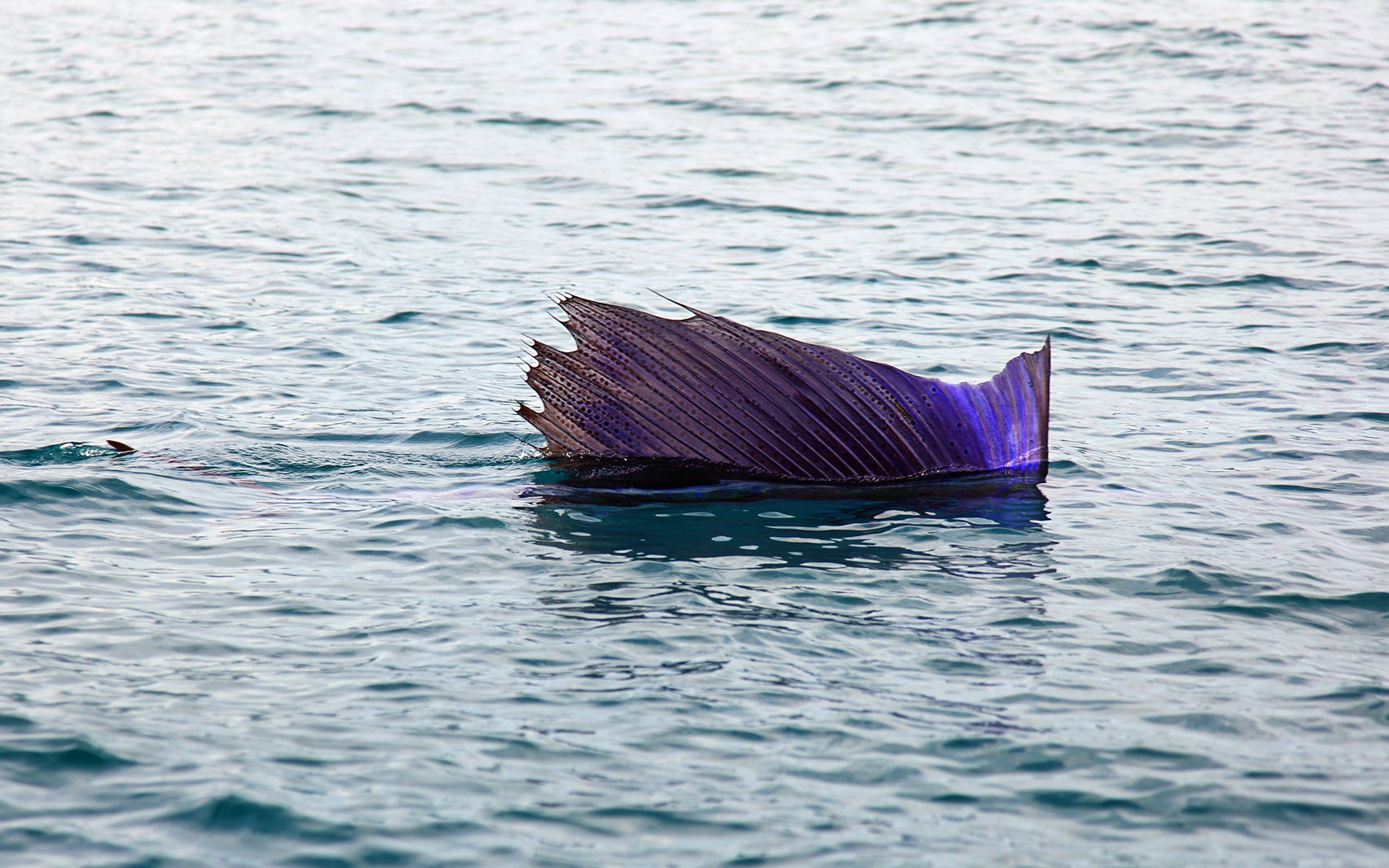
« Voile » (nageoire dorsale) de voilier.

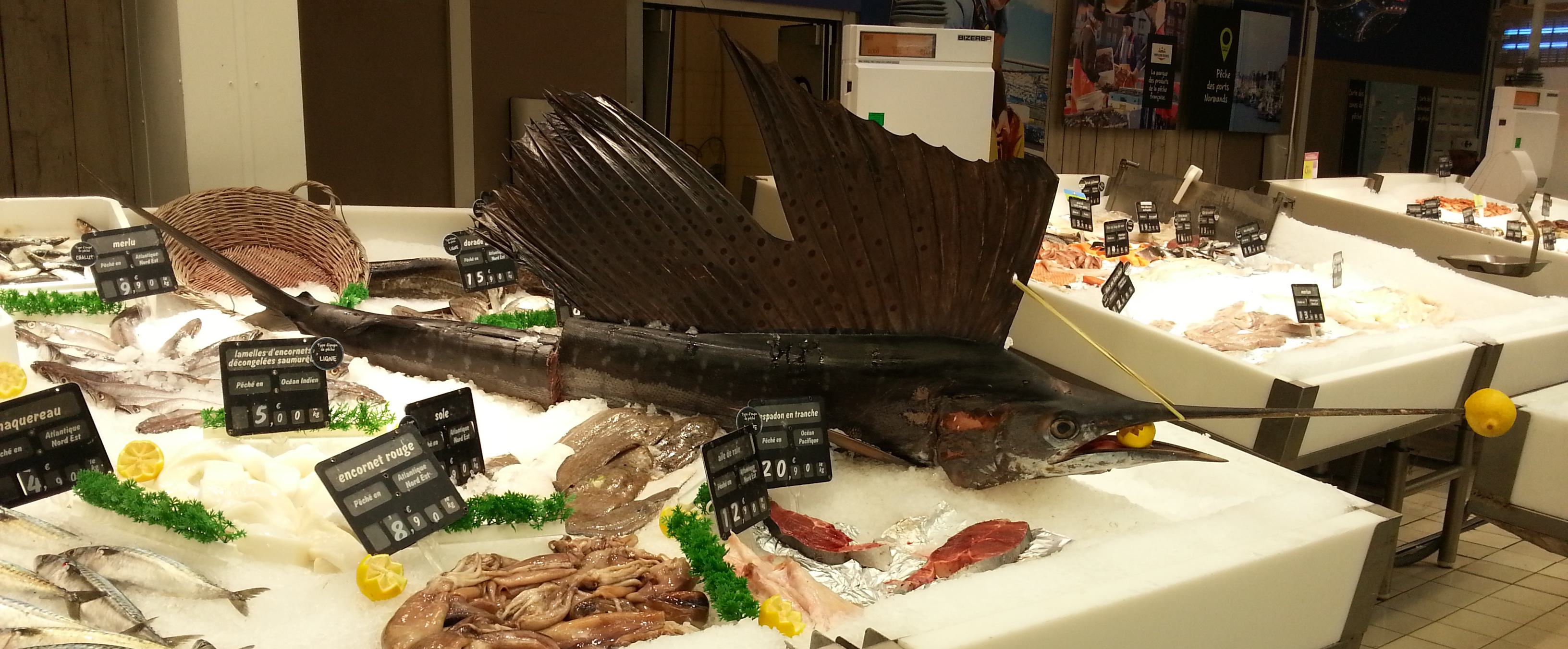
Un istiophorus entier sur l'étal du poissonnier, vendu, à tort, pour de l'espadon.

Ils doivent leur nom commun à leur nageoire dorsale très haute, et pourvue d'une impressionnante « voilure ». Grands et puissants (jusqu'à 1,5 m et 90 kg), ils figurent parmi les poissons les plus rapides au monde, et constituent une des cibles les plus réputées pour la pêche sportive.

## Espèces
Selon FishBase (26 mars 2016) et World Register of Marine Species (26 mars 2016) :
- Istiophorus albicans — Voilier de l'Atlantique
- Istiophorus platypterus — Voilier de l'Indo-Pacifique

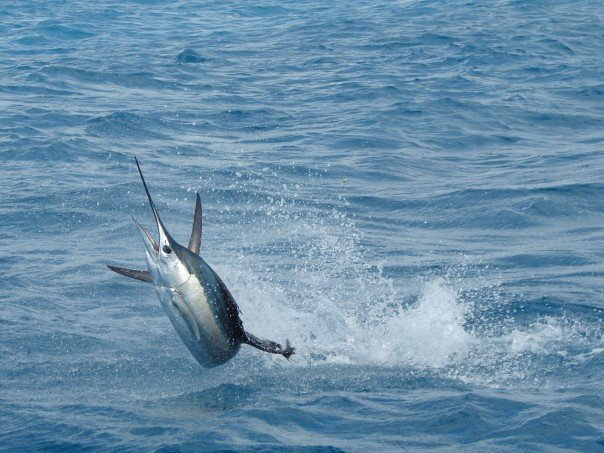
Istiophorus albicans

Du fait de la faible différence génétique entre les deux populations, l'espèce Istiophorus albicans n'est pas reconnue par l'ITIS ni l'IUCN, qui la considèrent comme synonyme de Istiophorus platypterus, et dont la répartition serait alors mondiale (couvrant la majorité des grands océans).